# Russell (cráter marciano)

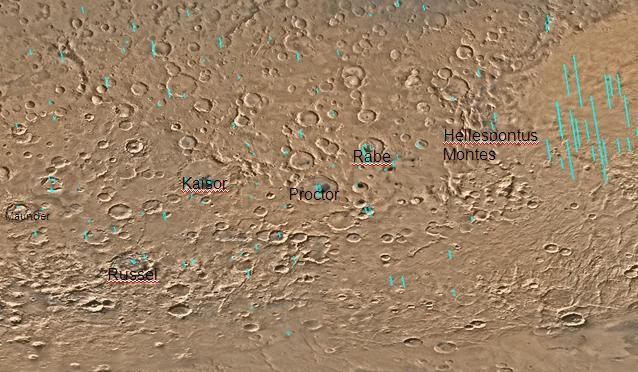
Mapa del cuadrángulo Noachis, con sus principales elementos. Russell se halla cerca de la esquina inferior izquierda.

Russell es un cráter perteneciente al cuadrángulo Noachis del planeta Marte, localizó en las coordenadas 54.9° de latitud sur y 347.6° de longitud oeste. Tiene aproximadamente 139.7 km diámetro y debe su nombre al astrónomo estadounidense Henry Norris Russell (1877-1957).
Se han observado deslizamientos de materiales en algunas de las dunas de este cráter. Algunos investigadores creen que pueden ser causados por el agua líquida, que podría ser estable en cortos períodos de tiempo durante el verano en el hemisferio del sur de Marte. Estos movimientos de derrubios podrían ser debidos a la fusión de pequeñas cantidades de hielo. Otra idea que se maneja es la formación de núcleos de hielo seco en las dunas durante el frío invernal, que se deslizan ladera abajo en primavera cuando aumenta la temperatura. Ensayos realizados han demostrado que el dióxido de carbono procedente de la sublimación del hielo seco, forma una capa que lubrica los fragmentos del propio hielo seco, facilitando que el proceso de deslizamiento pueda tener lugar.

## Importancia de los cráteres
La densidad de cráteres de impacto suele determinar la edad de las distintas zonas de la superficie de Marte y de otros cuerpos del sistema solar. Cuanto más antigua es una superficie, mayor presencia de cráteres. Así mismo, la morfología de los cráteres puede revelar la presencia de hielo en el terreno.
El área alrededor de los cráteres puede ser rica en minerales. En Marte, el calor de los impactos funde el hielo que forma parte del terreno. El agua procedente del hielo fundido disuelve los minerales del suelo, y los deposita en las grietas o fallas producidas con el impacto. Este proceso, llamado alteración hidrotermal, es un mecanismo importante en la formación de depósitos de menas. El área alrededor de los cráteres puede ser rica en menas útiles para la futura colonización de Marte.

## Diablos de polvo
Muchas zonas de Marte experimentan el paso de diablos de polvo gigantes. Un recubrimiento delgado de fino polvo brillante recubre la mayoría de la superficie marciana. Cuando un diablo de polvo pasa sobre una de estas zonas, levanta el recubrimiento de polvo, dejando a la vista la superficie oscura subyacente. Se han detectado diablos de polvo con un extremo en el suelo y el otro entrando en órbita. Incluso han llegado a limpiar el polvo depositado sobre los paneles solares de dos de los Rovers que han explorado Marte, alargando su vida útil. La pareja de Rovers se había previsto para durar 3 meses, aunque han superado los cinco años en funcionamiento.
|  |  |

Se ha comprobado que el patrón de las pistas sobre la superficie cambia cada pocos meses. En la imagen de abajo se muestran los cambios de las pistas de los diablos de polvo en el cráter Russell a lo largo de un periodo de tres meses, documentado por las fotografías del programa HiRISE.